# ده خانی
ده خانی، روستایی در منطقه کوهپایه درختنگان، از توابع بخش مرکزی شهرستان کرمان است..

## جمعیت
براساس آخرین سرشماری مرکز آمار ایران در سال ۱۳۸۵، جمعیت این روستا ۱۴ نفر (۵ خانوار) بوده‌است.باسلام امار این روستا با امکاناتی که دهیاری وشورای روستا به روستا آورد در سال۹۵ ۱۲۴نفر ( ۳۲خانوار بوده است